# Paul Ziller (architecte)
Pour les articles homonymes, voir Paul Ziller et Ziller (homonymie).
Paul Friedrich Ziller (* 30 mai 1846 à Oberlößnitz ; † 11 mars 1931 à Radebeul) est un architecte néoclassique allemand.

## Biographie
Paul était le plus[Quoi ?] des frères Ziller, et comme tous les autres à l’exception d’Otto, qui exerça dans le commerce, Paul apprit un métier du bâtiment. Après sa formation de tailleur de pierre de 1860 à 1862, il fit des études d’architecture, probablement à Dresde. Comme Hans Christian Hansen, qui avait appelé près de lui son cadet Theophil, Ernst fit venir en 1868 son jeune frère à Athènes après son service militaire, pour qu’il l’aidât dans son travail. À partir de la fin des années 1860, Ernst pourra ainsi passer plusieurs séjours prolongés d’études et de vacances en Italie, s’en remettant à son frère Paul pour surveiller le chantier de l’Académie.
Paul travailla au moins jusqu’en 1878 comme assistant de son frère. Il ouvrira ensuite son propre cabinet d’architecte à Athènes. Ernst rapporte en 1881 que son frère vient de bâtir un théâtre. Au milieu des années 1890, Paul retournera en Saxe.